# Karkwa
I Karkwa sono un gruppo musicale indie rock canadese attivo dal 1998.

## Formazione
- Louis-Jean Cormier - voce, chitarre (dal 1998)
- François Lafontaine - tastiere, chitarra (dal 1998)
- Stéphane Bergeron - batteria (dal 1998)
- Martin Lamontagne - basso (dal 2001)
- Julien Sagot - voce, percussioni (dal 2001)

Ex membri
- Michel Gagnon - voce, chitarre (1998-2001)
- Martin Pelletier - basso (1998-2001)

## Discografia
- Le Pensionnat des établis (2003)
- Les Tremblements s'immobilisent (2005)
- Le Volume du vent (2008)
- Les Chemins de verre (2010)